# Martin Frič

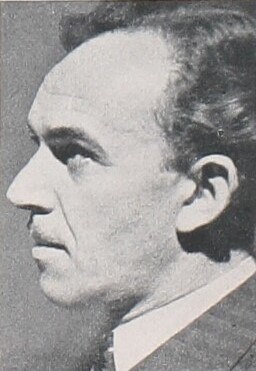
Das Bild zeigt den Filmregisseur Martin Frič.

Martin Frič [ˈmartʲin ˈfritʃ] (* 29. März 1902 in Prag, Österreich-Ungarn; † 26. August 1968 ebenda, Tschechoslowakei) war ein tschechischer Filmregisseur.

## Leben
Ebenso wie sein Kollege und Landsmann Karel Lamač begann Martin Frič, der in Titeln häufig auch als Mac Fric oder Martin Fritsch aufgeführt wird, seine Filmlaufbahn als Nebendarsteller und Autor (1922). 1928 führte er in dem Liebesfilm Páter Vojtech erstmals Regie. Zahlreiche weitere Regiearbeiten folgten, darunter mehrere deutsch-tschechische Koproduktionen, wie das mit Hans Moser in der Hauptrolle besetzte Charakterdrama Das Gäßchen zum Paradies. Nach der Zerschlagung der Tschechoslowakei 1939 und der Einrichtung der Prag-Film AG arbeitete Frič notgedrungen unter den Bedingungen der nationalsozialistischen deutschen Herrschaft. Nach dem Zweiten Weltkrieg führte Martin Frič in 42 weiteren Filmen Regie, für die er häufig auch selbst das Drehbuch schrieb. Nach dem Ende des Prager Frühlings durch den Einmarsch der sowjetischen Truppen nahm er sich das Leben.

## Filmografie (Auswahl)
Darsteller
- 1922: Venoušek a Stázička
- 1924: Das weiße Paradies (Bílý ráj)
- 1928: Páter Vojtěch

Regie (wenn nicht anders angegeben; ab 1934 auch meist Drehbuch)
- 1931: Der Zinker, mit Carl Lamac, Lissy Arna und Karl Ludwig Diehl
- 1931: Dobrý voják Švejk (Der brave Soldat Schwejk)
- 1932: Wehe, wenn er losgelassen (deutsch-tschechische Koproduktion), Coproduzentin Anny Ondra
- 1932: Der ideale Lehrer (Kantor Ideál)
- 1932: Anton Spelec, der Scharfschütze (Anton Špelec, ostrostřelec)
- 1932: Lelíček ve službách Sherlocka Holmese – Regie: Carl Lamač, mit Lída Baarová
- 1933: Der Adjutant seiner Hoheit ( Pobočník Jeho Výsosti)
- 1934: Der Doppelbräutigam (deutsch-tschechische Koproduktion), mit Lien Deyers
- 1936: Das Gäßchen zum Paradies (deutsch-tschechische Koproduktion), mit Hans Moser
- 1937: Die Hordubals (Hordubalové) – nach einem Roman von Karel Čapek
- 1937: Svět patří nám
- 1938: Der Schritt ins Dunkel (Krok do tmy)
- 1938: Škola základ života
- 1939: Cesta do hlubin študákovy duše
- 1939: Jiný vzduch
- 1939: Kristián
- 1939: Eva macht Dummheiten (Eva tropí hlouposti)
- 1940: Baron Prášil
- 1940: Katakomby
- 1941: Ein netter Mensch (Roztomilý člověk)
- 1942: Valentin, der Gutmütige (Valentin Dobrotivý)
- 1943: Der zweite Schuß, mit Susi Nicoletti, Ernst von Klipstein und Richard Häussler
- 1944: Dir zuliebe, mit Erika von Thellmann
- 1946: Das 13. Revier (13. revír)
- 1947: Lockende Ferne (Varuj…! )
- 1948: Ein Kuß im Stadion (Polibek ze stadionu)
- 1949: Keine Angst um Peppo! (Pětistovka)
- 1950: Die Falle (Past)
- 1950: Es war im Mai (Bylo to v máji)
- 1950: Wir sind nicht allein (Zocelení)
- 1951: Die Stieftochter des Wilddiebs (Pytlákova schovanka)
- 1951: Der Kaiser und sein Bäcker (Císařův pekař, pekařův císař)
- 1953: Geheimnis des Blutes (Tajemství krve) – Biografie von Jan Janský, dem Entdecker der Blutgruppen
- 1955: Die Hundsköpfe (Psohlavci)
- 1955: Laß mich nur machen (Nechte to na mně)
- 1959: Die Prinzessin mit dem goldenen Stern (Princezna se zlatou hvězdou)
- 1959: Gevatter Tod (Dařbuján a Pandrhola)
- 1960: Die weiße Spange (Bíla spona)
- 1963: Seine Majestät – Kollege König (Král králů)
- 1966: Komödiantenwagen (Lidé z maringotek)
- 1967: Till Eulenspiegel
- 1967: Streng geheime Premieren (Přísně tajné premiéry)
- 1968: Nejlepší ženská mého života